# Teleonemia novicia
Teleonemia novicia är en insektsart som beskrevs av Drake 1920. Teleonemia novicia ingår i släktet Teleonemia och familjen nätskinnbaggar. Inga underarter finns listade i Catalogue of Life.